# Ranchos
Ranchos est une ville de la province de Buenos Aires en Argentine. Elle est la capitale du partido de General Paz.
Selon le recensement du 27 octobre 2010, elle compte une population de 7 916 habitants.